# أنو بوسويل
أنّو بوسويل (وهو ما يعني حرفيًا «الهوة العظيمة» بالقبائلية) هو كهف من الحجر الجيري الكارستي يقع في جبال جرجرة بولاية البويرة الجزائرية. الكهف بعمق 3,200 متر (10,500 قدم) وطول 805 متر (2,641 قدم). مدخل الكهف هو على ارتفاع 1,074 متر (3,524 قدم) من سفح الجبل. خلال موسم الأمطار في فصل الربيع، يتدفق ذوبان الثلوج عبر قناة تؤدي مباشرة إلى فم الكهف، مما يجعل عملية التآكل تتواصل داخل الكهف. وهذا ما يميزها عن غيرها من الكهوف المستقرة في سلسلة جرجرة والتي لا تتوسع عن طريق النحت والتعرية.

## تاريخ
تم اكتشاف الكهف، المعروف منذ فترة طويلة، لأول مرة بشكل علمي في عام 1933 من قبل مستغوري الكهوف الفرنسيين فورستاير وأندريه بيلين [الفرنسية]. من عام 1936 إلى عام 1947، تقدم أندريه بيلين إلى عمق 505 متر. في عام 1950، تم استكشافه على عمق 505 متر (1,657 قدم) ؛ في ذلك الوقت كان يعرف باسم ثاني أكبر حفرة في العالم. وجدت بعثة استكشافية في عام 1980 أن الكهف يصل عمقه الأقصى إلى805 متر (2,641 قدم). كان معروفًا لفترة وجيزة كأعمق كهف إفريقيا قبل استكشاف أنّو إيفليس الجزائري على عمق 1,170 متر (3,840 قدم) وكذلك المغربي (كهف توغوبيت،...).
وقد وجدت البعثات أن الكهف كان يتكون بالفعل من جزأين منفصلين. الجزء الأول ملتوي وضيق نسبيا، وينفتح في نهاية المطاف إلى كهف أكبر. مدخل الجزء الثاني عبارة عن فتحة بالوعة تنازلية حوالي 65 متر (213 قدم) في سلسلة من الغرف المحفورة. ضمن هذا التسلسل يوجد معرض يُعرف محلياً باسم salle des affamés أو «قاعة الجياع». ينفتح هذا الجزء في النهاية في غرفة قبو غمرتها المياه.

## خصائص
يتكون منخفض بوسويل المغلق من حوضين، الشمالي والجنوبي، يفصل بينهما الطريق الوطني 33، ولكل منهما نقطة امتصاص لمياه الأمطار وذوبان الجليد.
أنو بوسويل، هو مستقبل الحوض الجنوبي انو إنكار تامدة، الأقل وضوحا، وبعمق أكثر من 300 متر، هو أيضا مستقبل الحوض الشمالي، حيث تم بناء ملعب. يفتح الهوة على ارتفاع 1074 مترًا في الجهة الشمالية من ترقة مي تا رومي [الإنجليزية] عند قاعدة لابياز، بالقرب من قمة الجبل.
على عكس غالبية التجاويف الطبيعية لجرجرة، أنو بوسويل نشط. الوادي الذي يجمع المياه على جوانب ترقة مي تا رومي يتدفق إلى هذه الهاوية المفتوحة على مصراعيها. على نطاق أوسع، تمتص مياه الأمطار والذوبان الثلجي في منخفض بوسويل تمامًا من خلال الفصلين. تُظهر آثار الفلوريسين ارتباطًا بين هذين الصدعين ومصادر مياه آيت وابان [الإنجليزية] على بعد 8 كيلومترات من الشرق واغبايلو واسيف على مسافة أكثر بقليل من الكيلومتر الواحد إلى الشمال، مع سرعة عبور تقدر ب44 متر في الثانية الواحدة.
خلال الأشهر الحارة، يظل مجرى السيول الذي يختفي في الكهف جافًا، ومع ذلك، لا يتوقف التدفق داخل التجويف، لأن ذوبان الثلج الذي تراكم في شقوق اللابياز، يستمر في توفير تدفق منتظم للمياه الجوفية. هذا التدفق الدائم هو المسؤول عن اتساع الكهف وانخفاض درجة الحرارة. في موسم ذوبان الجليد، يتدفق تيار عجول إلى فتحة الفجوة ويسقط داخل انو بوسويل. يفسر نظام سيل تحت الأرض التكوينات الشابة لهذا التجويف. العديد من قدور العمالقة تتابع على طول القناة. بالإضافة إلى ذلك، تصطف الآبار الكبيرة بالتتابع على الصدوع التي تشير إلى الأصول التكتونية للتجويف.
حطمت هذه الصدوع المنصة الجيرية القوية للعصر الجيولوجي الثانوي (حقبة الحياة الوسطى)، والذي رفعه الطي عموديًا تقريبًا. يمتد هذا الطي المضموم بشدة بين الطبقات الأقدم  من الشرق إلى الغرب، ويقطعه فج اسيف الحمام  باتجاه نقطة الارتفاع 900م.
يتميز التجويف أولاً بمنطقة ذات مظهر متعرج تؤدي إلى رواق كبير. تسمح البئر العميقة التي يبلغ طولها 65 مترًا بالاتصال بالجزء الثاني من الهاوية حيث تؤدي سلسلة من الآبار إلى قاعة كبيرة. بعد قليل، توقف الأنابيب التقدم.
في الوقت الذي كان فيه سهل بوسويل لا يزال يؤدي دور أجداده، رحب بحيوانات ساكني الجبال التي يقودها رعاة يتحولون إلى في موسم الأمطار إلى سكان الكهوف. اليوم، يحب علماء الاستغوار في العالم الاجتماع هناك وزرع خيامهم في وسط الماعز والأغنام. مرارًا وتكرارًا، تلقى الحيوانات النافقة عن جهل حيث أن مثل هذه الأفعال يمكن أن يكون لها عواقب على السكان الذين يستخدمون مياه الفجوات عند نقاط الانبعاث في الانهيارات الثلجية.

## مواضيع ذات صلة
- صواعد الكهوف ونوازل الكهوف
- سورة الكهف
- كهف الماموث.
- كهف أتا
- كهف تويفيلزهوله